# Bajauana longurio
Bajauana longurio är en insektsart som beskrevs av Ronald Gordon Fennah 1980. Bajauana longurio ingår i släktet Bajauana och familjen kilstritar. Inga underarter finns listade i Catalogue of Life.